# Melomys rufescens
Melomys rufescens är en däggdjursart som först beskrevs av Arthur Hugh Garfit Alston 1877. Den ingår i släktet Melomys och familjen råttdjur. IUCN kategoriserar arten globalt som livskraftig.

## Beskrivning
En liten råtta med en kroppslängd från nos till svansrot mellan 11,5 och 14 cm, en svanslängd från 12,5 till 15,5 cm och en vikt mellan 48 och 61 g. Pälsen är mjuk, med en gulaktig till rödbrun färg på ovansidan, ljusare på sidorna, och vitaktig på buken. Den har ofta ett orangefärgat band på gränsen mellan ovansidans mörkare färg och bukens ljusa. Kinderna är gråbruna eller rent gråa, svansen enfärgat mörk och nästan hårlös. De former som lever på högre höjd har strävare till ulligare päls, längre svansar och mera smutsvit bukpäls än låglandsformerna. Variationen är emellertid stor.

## Utbredning
Denna gnagare förekommer på Nya Guineas fastland, på Pulau Salawati-ön, på Pulau Batanme-ön och på öarna i Bismarckarkipelagen.

## Taxonomi
Taxonets taxonomi är inte helt utredd, och det finns många uppfattningar om arten har några underarter, eller om den i stället kan delas in i olika former. 
Inga underarter finns listade i Catalogue of Life. Wilson och Reeder har listat sju synonymer:
- M. r. calidior (Thomas, 1911)
- M. r. gracilis (Thomas, 1906)
- M. r. hageni Troughton, 1937
- M. r. musavora (Ramsay, 1877)
- M. r. niviventer Tate, 1951
- M. r. sexplicatus (Jentink, 1907)
- M. r. stalkeri (Thomas, 1904)
- M. r. wisselensis Menzies, 1996

Av dessa betraktar Wilson och Reeder, tillsammans med Integrated Taxonomic Information System (ITIS), fyra (inklusive M. r. rufescens) som distinkta former (men alltså inte som underarter):
- M. r. rufescens (Alston, 1877)
- M. r. niviventer Tate, 1951
- M. r. stalkeri (Thomas, 1904)
- M. r. hageni Troughton, 1937

J. I. Menzies har listat sju underarter: 
- M. r. rufescens (Alston, 1877) – Grundformen (med Menzies synsätt nominatunderarten). Förekommer på Pulau Salawati, Pulau Batanme och Bismarckarkipelagen.
- M. r. calidior (Thomas, 1911) – En stor, mörkt färgad form som finns i de låglänta områdena på sydvästra Nya Guinea.
- M. r. gracilis (Thomas, 1906) – En ullig, långsvansad form med litet vitt på buken som finns i bergen på centrala Papua Nya Guinea.
- M. r. hageni Troughton, 1937 En medelstor, långsvansad form med sparsamt med vitt på undersidan som också den är en bergsart.
- M. r. niviventer Tate, 1951 – En liten, kortsvansad, rödbrun form som finns på södra Nya Guinea.
- M. r. stalkeri (Thomas, 1904) – En medelstor form med gulaktig till rödbrun ovansida och rent vit buk som finns i lågländerna på sydöstra och norra Nya Guinea.
- M. r. wisselensis Menzies, 1996 – En stor, mörk form som endast finns i den indonesiska delen av Nya Guinea.

K. Helgen har lagt till en åttonde underart, M. r. paveli Helgen, 2003, men denna rapport har ifrågasatts och taxonet betraktas i allmänhet som en egen art, Melomys paveli (Helgen, 2003) Musser & Carleton, 2005.
Artepitetet i det vetenskapliga namnet är bildat av det latinska ordet rufescens (rödaktig).

## Ekologi
Melomys rufescens är främst en trädlevande art som lever från låglandet upp till bergstrakter på 2 400 meter över havet. Habitatet utgörs framför allt av öppna gräsmarker, men även skog (främst människopåverkad sådan men också urskog), bambuskog, byar och trädgårdar. Djuret kan förekomma i boningshus.

### Fortplantning
Arten bygger runda bon av strån i gräsdungar av Saccharum edule (en släkting till sockerrör) två till tre meter över markytan. Fortplantningen sker oftast i juni och under oktober till december. Per kull föder honan en till fyra ungar.